# Harzburger Modell
Das Harzburger Modell ist ein Führungsmodell, dessen Kern aus der Delegation von Verantwortung auf die Hierarchieebene besteht, auf die die Entscheidungsbefugnis ihrem Wesen nach gehört. Die Devise des Harzburger Modells war Führung durch Delegation.

## Geschichte
Das Konzept zum Harzburger Modell entstand 1954 durch den Staats- und Verwaltungsrechtler sowie ehemaligen SS-Oberführer Reinhard Höhn auf der Grundlage militärischer Führungsgrundsätze und wurde an der am 26. März 1956 von Höhn gegründeten Akademie für Führungskräfte der Wirtschaft Bad Harzburg (AFW) in Bad Harzburg gelehrt. Sie vermittelte Führungskräften Wissen, wie sie im Mitarbeiterverhältnis mit der Delegation von Verantwortung und der damit verbundenen Stellenbeschreibung führen konnten. Es hat seinen Namen vom Ort der Präsentation. Im Jahre 1962 stellte Höhn ein geschlossenes Management-System vor. Seitdem erlebte das Harzburger Modell in der Wirtschaft, Verwaltung und bei der Bundeswehr einen Aufschwung, 1966 erschien die erste Auflage des von Höhn und Gisela Böhme verfassten Buchs Führungsbrevier der Wirtschaft. Ab etwa 1972 rückten in deutschen Unternehmen amerikanische Managementsysteme stärker in den Vordergrund und ließen das – inzwischen kritisierte – Harzburger Modell an Bedeutung verlieren. Im September 1989 ging der Bad Harzburger Bildungsverbund in Konkurs und wurde aufgespalten. Die Cognos AG übernahm den Seminarbetrieb der AFW. In Vahlens Großes Wirtschaftslexikon wurde 1999 das Harzburger Modell noch als das mit Abstand höchstentwickelte Führungssystem gewürdigt. Bis zum Todesjahr Höhns 2000 wurden etwa 600.000 Führungs- und Nachwuchskräfte in der Akademie ausgebildet, und 100.000 Teilnehmer erhielten im Fernstudium das „Harzburg-Diplom“.

## Inhalt
Das Harzburger Modell betrachtet die Mitarbeiter als selbstständig denkende, handelnde und entscheidende Individuen. Es handelt sich um ein leistungs- und zufriedenheitsorientiertes Modell, das Zielorientierung statt Verfahrensorientierung propagiert und Unternehmensziele und Mitarbeiterziele zu integrieren versucht. Dabei bestimmt es durch das Kaskadenverfahren (Zielsystem mit Ober- und Unterzielen) individuelle oder gruppenbezogene Ziele, die regelmäßig zu überprüfen und anzupassen sind (Management by Objectives). Im Regelfall wird delegiert, der Vorgesetzte greift lediglich im Ausnahmefall ein (Management by Exception), ansonsten beobachtet und kontrolliert er seine Mitarbeiter. Die Mitarbeiter übernehmen die Selbstkontrolle ihres in Stellenbeschreibungen fest umrissenen Aufgabenbereichs und führen mit ihren Vorgesetzten eine gemeinsame Abweichungsanalyse durch. Die Verantwortung wird im Modell durch Aufteilung in Handlungs- und Führungsverantwortung getrennt. Letztere beruht auf der Allgemeinen Führungsanweisung, die über die Festlegung der Führungsgrundsätze das Verhältnis zwischen Vorgesetztem und seinen Mitarbeitern regelt. Insbesondere ist der Dienstweg einzuhalten, Stabsstellen ist keine Weisungsbefugnis zugeordnet. Der Stellvertreter und dessen Aufgabe der Stellvertretung sind wichtige Kriterien zur Aufrechterhaltung der Handlungsfähigkeit.

## Kritik
Seit 1972 kam in der Fachliteratur zunehmend Kritik auf. Das 350 Organisationsregeln umfassende Modell besitzt eine hohe Regelungsdichte, die einen autoritär-bürokratischen Führungsstil präferiert und deshalb von der propagierten „Führung im Mitarbeiterverhältnis“ weit entfernt ist, weil der Mitarbeiter lediglich Routineentscheidungen treffen darf, während der Vorgesetzte in außergewöhnlichen Situationen regelmäßig einzugreifen hat. Dem Mitarbeiter fehlt es an der präzisen Vorgabe des Ermessens- und Ausnahmebereichs. Durch die Regelungsdichte neigt das Modell zur Überorganisation und lässt weitgehend Aussagen zur Zielbildung und Planung vermissen.
Als Höhns prominente Rolle im Dritten Reich bekannt wurde, trug dies ebenfalls zum Niedergang des Modells und der Akademie selbst bei. Zu dieser Zeit war auch der ehemalige SS-Obersturmbannführer Justus Beyer in der Akademie als Dozent tätig.
Weil das Regelwerk nicht mehr zeitgemäß war, wurde das Harzburger Modell seit 1989 nicht mehr umfassend gelehrt. Heute hat es nur noch eine untergeordnete Bedeutung im Hinblick auf die Grundprinzipien der Delegation von Verantwortung. Seit 2004 wird dieser Ansatz von der AFW stark erweitert und umfassender als Harzburger Führungslehre (HFL) gelehrt, welche evolutionär ausgerichtet ist.